# 중화민국 농업부
농무부(중국어 정체자: 農業部, 영어: Ministry of Agriculture), 옛 농업위원회 (중국어 정체자: 行政院農業委員會), 농위회는 중화민국의 전국 농업 행정 업무의 최고 주무기관이다.
주요 업무는 전국의 농림어업, 목축업과 식량행정업무와 지방정부가 집행하는 농업관련 사무에 대한 지시, 감독의 책임을 보유한다. 그리고 농업관련 공공사업을 관리한다.

## 역사
농업위원회의 기원은 국민혁명군의 북벌 이후 설립된 중화민국 국민정부가 설치한 농광부와 농업부이다.
전신은 제2차 국공 내전 말기의 1948년에 설립된 중국 농촌부흥연합위원회와 대만성 정부 농림청(臺灣省政府農林廳)이다. 
중화민국 행정원은 1949년에 내각부문 개조를 진행해 농림부를 축소편성하고 신설된 경제부에 편입시켰다. 그리고 중앙정부 각 부문은 대만으로 이전하였다.
2023년 8월 1일, 농무부로 개편되었다.。
9월 18일, 12개국에서 수입된 달걀 중에서 유통기한 표기가 없거나 잘못된 5,400개의 안정성 문제로 폐기하고 초대 농무부 부장인 천지중(陳吉仲)이 이 문제에 책임을 지기 위해 사임하였다.

## 같이 보기
- 중화민국 행정원

## 참고
1. ↑  “農業部揭牌成立 陳吉仲淋雨致詞：這一步走了35年”. 2023년 8월 3일에 원본 문서에서 보존된 문서. 2023년 8월 3일에 확인함.
2. ↑  정재용 (2023년 9월 18일). “대만 초대 농업장관, 수입달걀 논란에 48일만에 낙마”. 연합뉴스. 2023년 9월 19일에 확인함.